# クリープ (TLCの曲)
「クリープ」（Creep）はTLCのシングル。全米だけでも累計1,200万枚以上（世界では2,300万枚以上）を売上げてダイヤモンドディスクとなった2ndアルバム『クレイジーセクシークール』からの1枚目のシングルで、1994年10月31日に発売された。
「クリープ」はビルボード全米ホット・チャートで4週連続1位（1995年1月28日付から）を記録し、TLCにとって初の全米ホット・チャート1位獲得曲となった。R&Bチャートでも連続9週間1位（1994年12月10日付から）を記録し、TLCの2回目のR&Bチャート1位獲得曲となった。
アルバム『クレイジーセクシークール』を象徴する最初の大ヒット・シングルとなった「クリープ」は、第38回グラミー賞において「最優秀R&Bパフォーマンス賞-デュオ・グループ部門」(Best R&B Performance by a Duo or Group with Vocals)を受賞。1995年度の全米ヒット曲中、第3位の楽曲にもなった。

## 制作・録音
「クリープ」の作詞作曲は、1991年にアナザー・バッド・クリエイション、ボーイズIIメンのヒット作や、TLCのデビュー・シングル「エイント・2・プラウド・2・ベッグ」(Ain't 2 Proud 2 Beg)なども担当したこともあるダラス・オースティンが手掛け、プロデュースも彼自身が担当した。
歌詞は、彼氏に浮気されている女性が自分自身も秘かに浮気 (creep)するという内容で、女性の視点から書かれているが、これはリード・ボーカルのT-ボズの体験談を聞いたことがヒントになったとされる。
録音は、ジョージア州アトランタにあるDARPスタジオ (DARP Studios)で、アルヴィン・スペイツ (Alvin Speights) と、レスリー・ブラスウェイト (Leslie Brathwaite)によって行われ、ミキシングも同スタジオで、アルヴィン・スペイツが担当した。マスタリングは、ハーブ・パワーズ (Herb Powers)によって行われた。
サンプリングには、スリック・リックの1988年のデビュー・アルバム『ザ・グレイト・アドベンチャーズ・オブ・スリック・リック』(The Great Adventures of Slick Rick)からの3枚目のシングル「ヘイ・ヤング・ワールド」(Hey Young World)と、シャインヘッドの1988年のアルバム『ユニティ』(Unity)の収録曲「フー・ザ・キャップ・フィット」(Who the Cap Fits)が使用されている。

## レフト・アイの拒否反応
レフト・アイは「クリープ」の歌詞の内容に疑問を呈し、浮気されたら自分も浮気してやり返すといった悪いアドバイスをファンに与えることになるという理由でシングル発売に大反対し、もし発売するなら抗議表明としてミュージック・ビデオで口に黒いテープを貼るとメンバーやプロデューサーらに言い張った。
そのため、浮気の危険性について警告する彼女のラップをリミックス・バージョンの方に入れることで、なんとか折り合いがついたとされる。そのバージョンのレフト・アイのラップには、don't creep if you don't want to.という一節もある。
レフト・アイが生前インタビューの中で、彼氏に浮気された人がいたら浮気し返すのではなくて、その彼氏の元から去るように言うべきであり、浮気し返すことで気分が良くなる人ならいいけど自分はそういう人達とは違うと話していたのが、ドキュメンタリー『ザ・ラスト・デイズ・オブ・レフトアイ』(The Last Days of Left Eye)に収録されている。

## 評価
「クリープ」はミッド・テンポの楽曲ながらも、ファンクの要素が織り込まれたビート感覚が、当時としてはR・ケリーの楽曲と共通する新しい動きのダウン・ロウ (Down Low)な音として高評価された。
R&B評論家の出田圭は、「クリープ」のDARP・ミックス (DARP Mix)・ヴァージョンを、1993年から1996年のR&Bマスターピース・シングルの1曲として挙げている。
チャート的にも大ヒットした「クリープ」は、ダラス・オースティン制作の代表曲トップ10にも挙げられている。

## トラック・リスト

### CDシングル
| #  | タイトル                                                                                    | 作詞 | 作曲・編曲 | 時間 |
| -- | ------------------------------------------------------------------------------------------- | ---- | ---------- | ---- |
| 1. | 「クリープ Creep」(アルバム・ヴァージョン Album Version)                                    |      |            | 4:27 |
| 2. | 「クリープ Creep」(インストゥルメンタル・アルバム・ヴァージョン Instrumental Album Version) |      |            | 4:47 |

### 12インチ・シングル
| #  | タイトル                                                                 | 作詞 | 作曲・編曲 | 時間 |
| -- | ------------------------------------------------------------------------ | ---- | ---------- | ---- |
| 1. | 「クリープ Creep」(アルバム・ヴァージョン Album Version)                 |      |            | 4:27 |
| 2. | 「クリープ Creep」(ジャーメインズ・ジープ・ミックス Jermaine's Jeep Mix) |      |            | 5:09 |

| #  | タイトル                                                                                    | 作詞 | 作曲・編曲 | 時間 |
| -- | ------------------------------------------------------------------------------------------- | ---- | ---------- | ---- |
| 1. | 「クリープ Creep」(インストゥルメンタル・アルバム・ヴァージョン Instrumental Album Version) |      |            | 4:47 |
| 2. | 「クリープ Creep」(ジャーメインズ・アカペラ・ミックス Jermaine's Acappella Mix)             |      |            | 5:09 |

### マキシシングル
| #  | タイトル                                                                             | 作詞 | 作曲・編曲 | 時間 |
| -- | ------------------------------------------------------------------------------------ | ---- | ---------- | ---- |
| 1. | 「クリープ Creep」(アルバム・ヴァージョン Album Version)                             |      |            | 4:30 |
| 2. | 「クリープ Creep」(ジャーメインズ・ジープ・ミックス Jermaine's Jeep Mix)             |      |            | 5:11 |
| 3. | 「クリープ Creep」(アンタッチャブル・ミックス Untouchables Mix)                      |      |            | 5:26 |
| 4. | 「クリープ Creep」(スーパー・スムース・ミックス Super Smooth Mix)                    |      |            | 4:44 |
| 5. | 「クリープ Creep」(DARP・ミックス DARP Mix)                                          |      |            | 4:51 |
| 6. | 「クリープ Creep」(アンタッチャブル・インストゥルメンタル Untouchables Instrumental) |      |            | 5:18 |

### UKのCreep ‘96
| #  | タイトル                                                                                       | 作詞 | 作曲・編曲 | 時間 |
| -- | ---------------------------------------------------------------------------------------------- | ---- | ---------- | ---- |
| 1. | 「クリープ Creep」(ラジオ・エディット・オリジナル・ヴァージョン Radio Edit - Original Version) |      |            | 4:28 |
| 2. | 「ウォーターフォールズ Waterfalls」(シングル・エディット Single Edit)                          |      |            | 4:21 |
| 3. | 「クリープ Creep」(マックス・リミックス Maxx Remix)                                            |      |            | 5:11 |
| 4. | 「クリープ Creep」(ティン・ティン・アウト・リミックス Tin Tin Out Remix)                       |      |            | 8:35 |

| #  | タイトル                                                                 | 作詞 | 作曲・編曲 | 時間 |
| -- | ------------------------------------------------------------------------ | ---- | ---------- | ---- |
| 1. | 「クリープ Creep」(マックス・リミックス Maxx Remix)                      |      |            | 5:11 |
| 2. | 「クリープ Creep」(ジャーメインズ・ジープ・ミックス Jermaine's Jeep Mix) |      |            | 5:11 |

| #  | タイトル                                                                 | 作詞 | 作曲・編曲 | 時間 |
| -- | ------------------------------------------------------------------------ | ---- | ---------- | ---- |
| 1. | 「クリープ Creep」(ティン・ティン・アウト・リミックス Tin Tin Out Remix) |      |            | 8:35 |
| 2. | 「ウォーターフォールズ Waterfalls」(ダープ・リミックス Darp Remix)       |      |            | 4:32 |

## レコーディング・ミュージシャン
出典は
- T-ボズ - リード・ボーカル
- チリ – バック・ボーカル、ブリッジ・ボーカル
- レフト・アイ
- デブラ・キリングス（英語版） – バック・ボーカル
- ダラス・オースティン - インストルメンテーション
- アルヴィン・スペイツ (Alvin Speights)  - レコーディング・エンジニア、ミキシング・エンジニア
- レスリー・ブラスウェイト (Leslie Brathwaite) – レコーディング・エンジニア
- カール・グローバー (Carl Glover) - アシスタント・レコーディング・エンジニア
- カール・グローバー (Brian Smith) - アシスタント・レコーディング・エンジニア
- ソル・メサイア (Sol Messiah) - スクラッチング
- リック・シェパード (Rick Sheppard) - サウンド・デザイナー
- ハーブ・パワーズ (Herb Powers) - マスタリング・エンジニア

## ミュージック・ビデオ
TLCの3人がシルクのパジャマで踊るのが印象的なミュージック・ビデオは、大きな話題を集めたが、そのビデオの監督はマシュー・ローストンが担当した。

## リミックス・バージョンのプロデューサー
出典は
- ジャーメインズ・ジープ・ミックス (Jermaine's Jeep Mix)
  - ジャーメイン・デュプリ、シャノン・ハウチンズ (Shannon Houchins)
  - サンプリングにクレイグ・マック（英語版）の1994年のシングル「Get Down」が使用されている[17][20]。
- アンタッチャブル・ミックス (Untouchables Mix)
  - エディ・F （英語版）、ケニー・タン (Kenny Tonge)
  - ラップはレフト・アイが担当。
  - サンプリングは、ビズ・マーキーの1988年のアルバム『ゴーイン・オフ』(Goin' Off)に収録の「メイク・ザ・ミュージック・ウィズ・ユア・マウス、ビズ」(Make the Music with Your Mouth, Biz feat. TJ Swan)とダス・エフェックス（英語版）の1992年のシングル「ゼイ・ウォント・EFX」(They Want EFX)のリミックス・バージョンが使用されている[17][21]。
- スーパー・スムース・ミックス (Super Smooth Mix)
  - エディ・F、ケニー・タン
  - ラップはレフト・アイが担当。
  - サンプリングは、上記同様に、ビズ・マーキーの「メイク・ザ・ミュージック・ウィズ・ユア・マウス、ビズ」が使用されている[17][22]。
  - DARP・ミックス DARP Mix
  - ダラス・オースティン
  - サンプリングは、アイザック・ヘイズの1974年の「ハングアップ・オン・マイ・ベイビー」(Hung Up On My Baby)が使用されている[17]。この曲は映画『スリー・タフ・ガイズ』(Three Tough Guys)のサウンドトラック中の一曲。
- マックス・リミックス (Maxx Remix)
  - デニス・チャールズ（英語版）、ギャップ・バンドのメンバー・ロニー・ウィルソン (Ronnie Wilson)、ダラス・オースティン
- ティン・ティン・アウト・リミックス (Tin Tin Out Remix)
  - ティン・ティン・アウト（英語版）

## チャート記録

### 週間
| チャート(1994-1996)                                                                   | 最高位         |
| ------------------------------------------------------------------------------------- | -------------- |
| アメリカ「ホット100・シングルチャート」(Billboard Hot 100)                            | 1              |
| アメリカ「ホットR&B/ヒップホップ・シングルチャート」(Billboard Hot R&B/Hip-Hop Songs) | 1              |
| アメリカ「リズミック・チャート」(Rhythmic (chart))                                    | 1              |
| アメリカ「メインストリーム・トップ40」(Mainstream Top 40)                             | 9              |
| アメリカ「ダンス・シングル・セールス」(Dance Singles Sales)                           | 1              |
| イギリス「全英シングルチャート」(UK Singles Chart)                                    | 22             |
| イギリス「全英シングルチャート」(UK Singles Chart)                                    | 6（Remix）     |
| イギリス「R&Bシングルチャート」(UK R&B Singles and Albums Charts)                     | 3（Remix）     |
| イギリス「ダンス・チャート」(UK Dance Singles and Albums Charts)                      | 8（Creep ‘96） |

### 年間
| チャート(1995)                                                           | 位 |
| ------------------------------------------------------------------------ | -- |
| アメリカ「年間ビルボード・ホット・チャート」(Billboard Hot 100)          | 3  |
| アメリカ「年間ビルボード・R&Bチャート」(Billboard Hot R&B/Hip-Hop Songs) | 1  |
| アメリカ「年間リズミック・チャート」(Rhythmic (chart))                   | 1  |
| アメリカ「年間メインストリーム・トップ40」(Mainstream Top 40)            | 25 |

## オールタイム・ランキング
| 出版媒体（国）                   | ランキング名称                                                                      | 位  | 発表年度 |
| -------------------------------- | ----------------------------------------------------------------------------------- | --- | -------- |
| コンプレックス誌（米） (Complex) | ベスト90s R&Bソングス (The Best 90s R&B Songs)                                      | 2   | 2012     |
| ビルボード（米） (Billboard)     | 最も偉大なガールズグループ・ソングス100 (100 Greatest Girl Group Songs of All Time) | 2   | 2017     |
| ビルボード（米） (Billboard)     | ホット100・60周年記念オールタイム（1958–2018） (Hot 100 60th Anniversary)           | 172 | 2018     |
| ビルボード（米） (Billboard)     | ビルボード90年代トップ・ソングス (Billboard's Top Songs of the '90s)                | 28  | 2019     |

## 受賞・ノミネート
- 第38回グラミー賞 (38th Annual Grammy Awards)
  - 最優秀R&Bパフォーマンス賞-デュオ・グループ部門 (Best R&B Performance by a Duo or Group with Vocals)受賞

- 1995年ビルボード・イヤー・エンド賞 (Billboard Year-End)
  - 最優秀R&B/ソウル/ヒップホップ・シングル賞 (Billboard Year-End number-one singles and albums)受賞

## 収録アルバム
- 『クレイジーセクシークール』(CrazySexyCool)（1994年）
- 『Now & Forever: The Hits』(Now & Forever: The Hits)（2003年） - 日本盤のみのボーナスCDに、ジャーメインズ・ジープ・ミックスのヴァージョンも収録。
- 『The Very Best of TLC: Crazy Sexy Hits』(The Very Best of TLC: Crazy Sexy Hits)（2007年）
- 『We Love TLC』(We Love TLC)（2009年）
- 『プレイリスト: ヴェリー･ベスト･オブ･TLC』(Playlist: The Very Best of TLC)（2009年）
- 『TLC20 ～20thアニヴァーサリー・ヒッツ』(TLC 20: 20th Anniversary Hits)（2013年） - 新たにレコーディングし直したヴァージョンと、1999年-2000年に行われた「ファンメール・ツアー」(FanMail Tour)のライヴ音源が収録。
- 『グレイテスト・20イヤーズ・ヒッツ』(20)（2013年）
- 『TLC』(TLC)（2017年） - デラックス・エディションにリマスタリング音源を収録。

## カバー・アーティスト
- Yuna (歌手)（英語版）（2019年）[35]

## 他の楽曲へのサンプリング
出典は
- テキサス「In Our Lifetime」（1999年） - アルバム『The Hush』に収録。
- キング・クロケッド（英語版）「The Finale」（2007年） - ミックステープ『Hip-Hop Weekly Vol. 3』に収録。
- MF Doom「Absolutely」（2009年） - アルバム『Born Like This』に収録。
- ニプシー・ハッスル「Creep」（2012年）
- ゴールドリンク「Creep」（2013年）
- ニプシー・ハッスル「Stay Loyal」（2014年） - ミックステープ『Mailbox Money』に収録。
- チュウウィー（英語版） & トリズ (Trizz)「Still Creepin’ (Bonus Track) 」（2014年） - アルバム『AmeriKKas Most Blunted』に収録。
- エリック・ベリンジャー（英語版）「Creep」（2015年）
- ゲーム「Sex Skit」（2015年） - アルバム『The Documentary 2.5』に収録。
- シー・アリ・ダ・キッド（英語版）「TLC」（2015年） - アルバム『The Heartbreak Kid 3』に収録。
- ゼンデイヤ「Something New」（2016年）
- クリス・ブラウン「45」（2017年）
- カマイヤー（英語版）「Leave Em」（2017年） - ミックステープ『Before I Wake』に収録。
- スーパー・フェイマス・ファン・タイム・ガイズ (Super Famous Fun Time Guys)「Creep」（2018年）
- ジャキング・ギロリー（英語版）「Tender Love & Care Freestyle」（2021年）
- デイビー・フレッシュ (Davy Fresh)「Birthday」（2022年） - アルバム『The Christening』に収録。
- アイザイア・ラシャド「Hoarder」（2022年） - 『Music 4r Da Vibers』に収録。